# Сорос, Пол
Пол Сорос (венг. Soros Pál; Пал Шварц) (5 июня 1926 — 15 июня 2013) — американский инженер-механик венгерского происхождения, изобретатель, бизнесмен и филантроп. Сорос основал компанию Soros Associates, которая проектирует и строит портовые сооружения и оборудование для обработки сыпучих материалов. Soros Associates в настоящее время работает в девяносто одной стране мира по состоянию на 2013 год. Пол Сорос, которого часто называют «невидимым Соросом», был старшим братом Джорджа Сороса — известного американского бизнесмена и финансиста.

## Ранняя жизнь
Сорос родился под именем Пал Шварц 5 июня 1926 года в Будапеште, Венгрия, в семье Тивадара Шварца, юриста и писателя, и Эржебет Шуч, дочери владельца магазина тканей. Его отец был захвачен русскими во время Первой мировой войны и содержался в лагере для задержанных в Сибири. Сорос также был носителем эсперанто искусственно созданного языка.
Тивадар Сорос изменил фамилию семьи со Шварц на Сорос в 1936 году, чтобы избежать антисемитизма и распространения нацизма в Европе. Тивадар Сорос подделал документы, дав псевдоним семьи, поскольку немцы оккупировали Венгрию в 1944 году. Семья бежала в безопасные дома почти на год, пока советские войска не вторглись в страну . Однако Советы ошибочно полагали, что Пол Сорос был разыскиваемым офицером СС, и арестовали его. Его вместе с другими заключенными двинули на восток, в сторону Советского Союза. Ему удалось избежать заключения, нырнув за мост и спрятавшись в заброшенном фермерском доме. Затем он вернулся в Будапешт.

## Карьера
Пол Сорос пережил войну и эмигрировал в Соединенные Штаты в 1948 году. Он прибыл на Манхэттен после бегства из Венгрии, находившейся тогда под контролем коммунистов, во время путешествия по Швейцарии с венгерской олимпийской лыжной командой.

### Карьера
Пол Сорос прибыл в Нью-Йорк с очень небольшой денежной суммой. Он поступил в Бруклинский коллегиальный и политехнический институт (современная инженерная школа Тандона Нью-Йоркского университета), где получил степень магистра, так как не мог позволить себе более дорогие университеты Лиги плюща. В студенческие годы проживал в дешевой квартире рядом с Проспект-парком, но все еще изо всех сил пытался платить за аренду и еду.
Сорос основал компанию Soros Associates, которая проектирует и строит портовые сооружения и оборудование для обработки сыпучих материалов . Бразильская транснациональная компания Tubarão использовала разработки, созданные компанией Сороса, чтобы в четыре раза увеличить добычу железной руды в Бразилии и стать крупнейшим корпоративным производителем железной руды в мире. В настоящее время Soros Associates работает в 91 стране мира.

### Филантропия
Пол Сорос и его жена Дейзи Сорос основали Товарищество Пола и Дейзи Сорос для новых американцев, которое обеспечивает финансирование ученых степеней для иммигрантов и детей иммигрантов. Каждый год тридцать студентов получают стипендию в размере до 90 000 долларов США для покрытия двухлетнего обучения в аспирантуре, а также проживания и других расходов. Стипендиаты могут изучать любой предмет по своему желанию в любом американском университете. Чтобы получить стипендию, студенты должны продемонстрировать уникальную «идею или талант», добиться чего-то конкретного благодаря длительным усилиям и быть связанными с правительством или другой организацией, приверженной идеалам общества. Билль о правах США.
Пол и Дейзи Сорос основали Товарищество Пола и Дейзи Сорос в 1998 году с 50 миллионами долларов. К 2010 году они выделили более 30 миллионов долларов почти 400 студентам. В 2010 году они выделили Сообществу дополнительно 25 миллионов долларов. Пол Сорос был председателем Сообщества, а его сын Джеффри Сорос стал президентом в 2010 году.

## Личная жизнь
Пол Сорос и Дейзи Шленгер (р. 1929) познакомились в 1950 году в Нью-Йорке, где они оба были студентами колледжа и жили в Международном доме. Они начали встречаться и поженились в 1951 году. У них было четверо детей: Питер, Стивен Пол, Линда и Джеффри. Питер и Джеффри входят в Совет Программы стипендий Пола и Дейзи Сорос, Джеффри является её президентом. Стивен Пол и Линда погибли в разных несчастных случаях в раннем детстве.
Сорос умер в своем доме на Пятой авеню в Верхнем Ист-Сайде Манхэттена 15 июня 2013 года в возрасте 87 лет. В последние годы своей жизни он страдал от болезни Паркинсона, диабета, рака челюсти и рака языка. У Сороса осталась жена Дейзи Сорос (урожденная Шленгер), которая, как и её муж, была венгерской еврейской иммигранткой.